# Ser Bonanni Notaio
Ser Bonanni Notaio – kapitan regent San Marino w 1325 roku (wraz z Mulem Acatollim di Piandavello).